# Pedra de Hunninge

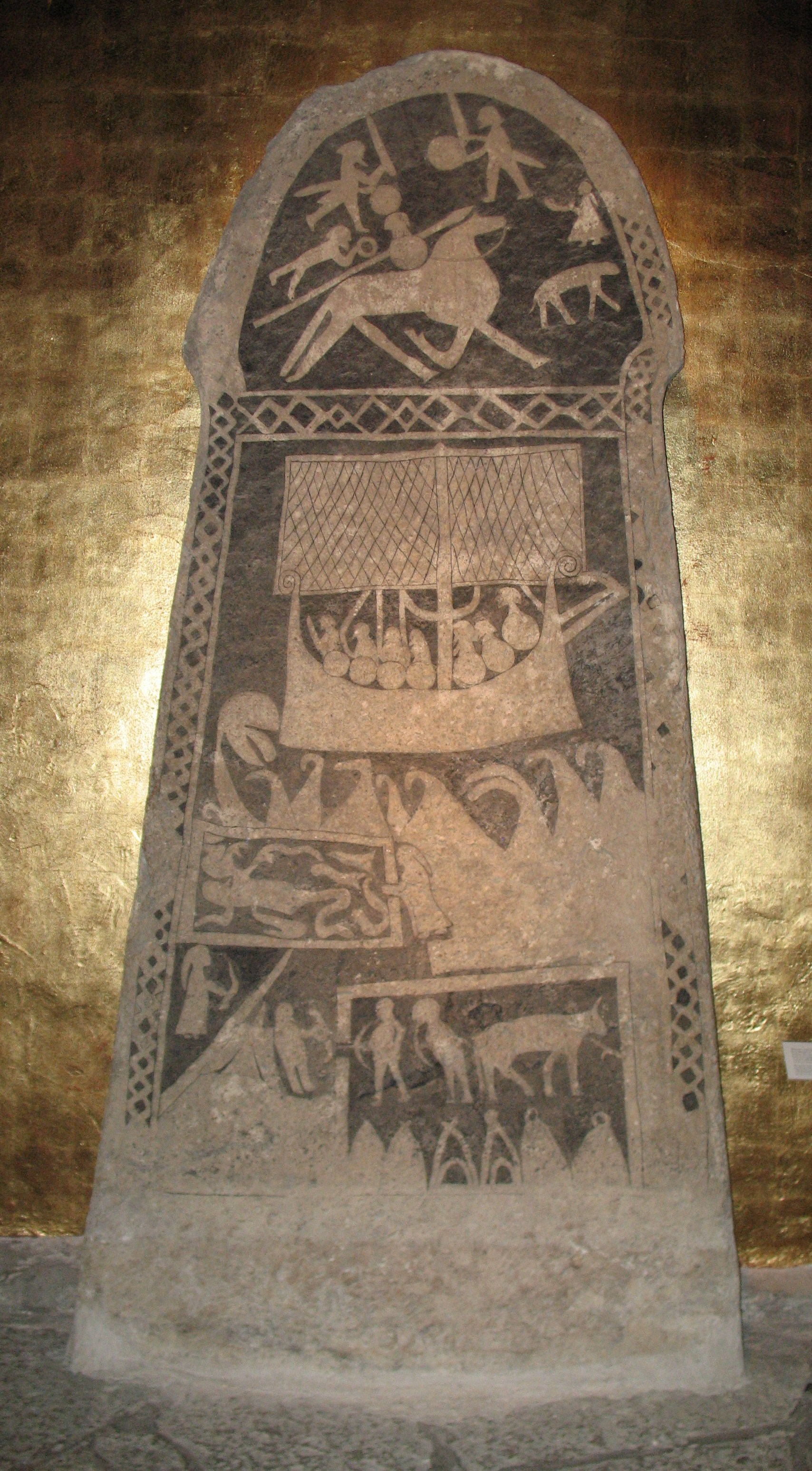
Pedra de Hunninge

La Pedra de Hunninge és una estela decorada amb imatges; té forma fàl·lica i fou trobada a Gotland, Suècia; mostra imatges de la tradició del poema èpic medieval conegut com a Cant dels nibelungs o Nibelungenlied. A la part superior de la pedra, hi ha un genet sobre un cavall, amb un gos, i enfront una figura femenina; en una altra escena, hi ha dos hòmens lluitant prop d'un altre home (mort) que sosté un anell. Aquesta escena podria representar Sigurd i Brunilda, Gunnar lluitant, i Sigurd mort. D'altra banda, l'home que sosté l'anell podria ser el missatger Knéfrøðr. En l'escena inferior esquerra, hi ha una dona observant un pou de serps on Gunnar reposa, i més avall hi ha tres hòmens que possiblement són Gunnar i Hogli atacant Atli.
La pedra de Hunninge actualment es troba al Museu de Fornsalen de Visby.